# Броненосцы
Броненосцы (лат. Cingulata) — отряд млекопитающих из надотряда ксенартр. Обитают в Южной, Центральной и на юге Северной Америки.

## Общая характеристика
Длина тела броненосцев составляет 12–100 см, масса 0,3–55 кг. Плотное телосложение, морда от короткой до вытянутой, глаза маленькие, с толстыми веками. Конечности короткие, сильные (передние четырёх- или пятипалые, задние пятипалые), с длинными изогнутыми мощными когтями. Зубы без корней и эмали, одинаковой цилиндрической формы, с постоянным ростом; их число колеблется даже у особей одного вида от 28 до 100. Тело покрыто костным панцирем из роговых пластин, которые образуют плечевые, головные, тазовые щиты, а также от 3 до 18 щитовых поясов, конечности и хвост покрыты пластинками «брони».

## Размножение
Для самок броненосцев характерна латентная беременность, свойственна полиэмбриония — они рождают несколько двоен, развивающихся из одной яйцеклетки и, как следствие, одного пола. В помёте броненосцев от двух до двенадцати детёнышей. Новорождённые броненосцы зрячие и покрыты мягкой кожей. Через несколько часов после рождения способны ходить. Остаются с матерью в течение нескольких месяцев.

## Классификация

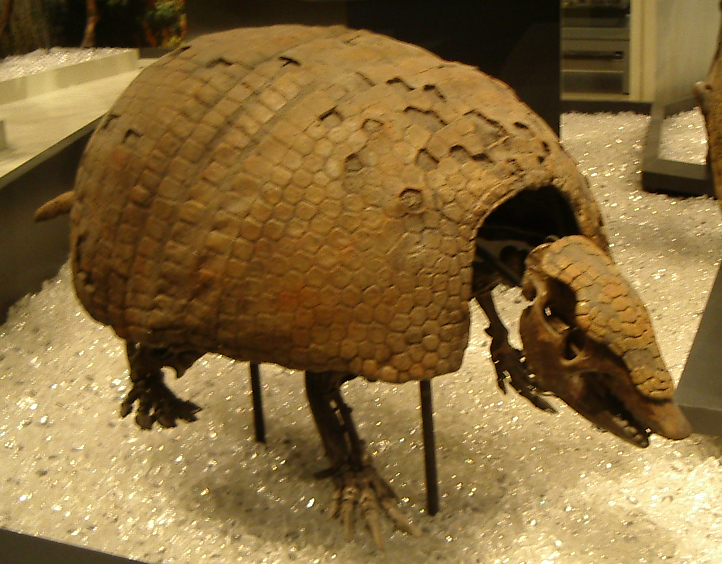
Holmesina

Длинноволосый броненосец

В отряде броненосцев одно современное семейство и 2 древних вымерших:
- Роды Incertae sedis
  - Род † Pachyarmatherium
- † Семейство Pampatheriidae
  - † Род Machlydotherium
  - † Род Kraglievichia
  - † Род Vassallia
  - † Род Plaina
  - † Род Scirrotherium
  - † Род Pampatherium
  - † Род Holmesina (илл.)
- † Семейство Glyptodontidae
  - † Род Doedicurus
  - † Род Glyptodon
  - † Род Glyptotherium
  - † Род Hoplophorus
  - † Род Panochthus
  - † Род Parapropalaehoplophorus
  - † Род Plaxhaplous
- Семейство Броненосцевые (Dasypodidae)
  - Подсемейство Dasypodinae
    - Род Девятипоясные броненосцы (Dasypus)
      - Короткохвостый броненосец (Dasypus hybridus)
      - Броненосец Капплера (Dasypus kappleri)
      - Девятипоясный броненосец (Dasypus novemcinctus)
      - Мохнатый броненосец (Dasypus pilosus)
      - Северный броненосец (Dasypus sabanicola)
      - Семипоясный броненосец (Dasypus septemcinctus)
      - Аргентинский броненосец (Dasypus yepesi)
      - † Dasypus bellus

  - Подсемейство Euphractinae
    - Род Щитоносные броненосцы (Calyptophractus)
      - Щитоносный броненосец (Calyptophractus retusus)

    - Род Щетинистые броненосцы (Chaetophractus)
      - Чилийский броненосец (Chaetophractus nationi)
      - Длинноволосый броненосец (Chaetophractus vellerosus) (илл.)
      - Щетинистый броненосец (Chaetophractus villosus)

    - † Род Peltephilus
      - † Peltephilus ferox

    - Род Плащеносные броненосцы (Chlamyphorus)
      - Плащеносный броненосец (Chlamyphorus truncatus)

    - Род Шестипоясные броненосцы (Euphractus)
      - Шестипоясный броненосец (Euphractus sexcinctus)

    - Род Карликовые броненосцы (Zaedyus)
      - Карликовый броненосец (Zaedyus pichiy)

  - Подсемейство Tolypeutinae
    - Род Голохвостые броненосцы (Cabassous)
      - Центральноамериканский броненосец (Cabassous centralis)
      - Чакский броненосец (Cabassous chacoensis)
      - Большой броненосец (Cabassous unicinctus)
      - Броненосец тату (Cabassous tatouay)

    - Род Гигантские броненосцы (Priodontes)
      - Гигантский броненосец (Priodontes maximus)

    - Род Трёхпоясные броненосцы (Tolypeutes)
      - Шаровидный броненосец (Tolypeutes matacus)
      - Трёхпоясный броненосец (Tolypeutes tricinctus)

    - † Род Kuntinaru[5]